# Ferit Melen
Ferit Sadi Melen (* 1906 in Van; † 3. September 1988 in Ankara) war ein türkischer Politiker und Ministerpräsident der Türkei.
Die Volks- und Mittelschule absolvierte er in Van. 1928 absolvierte er das Gymnasium in Bursa. Im Juli 1931 absolvierte er die Fakultät für Politikwissenschaft an der Ankara Üniversitesi. Am 26. August 1931 begann er in Bursa als Beamter zu arbeiten. Ab dem 25. Oktober 1932 arbeitete er als Assistenzfinanzinspekteur. Am 1. Januar 1936 wurde er zum Inspekteur der vierten Klasse, am 14. Juli 1939 zum Inspekteur der dritten Klasse, am 26. Januar 1940 zum Inspekteur der zweiten Klasse und am 28. Januar 1943 zum Inspekteur der ersten Klasse ernannt. Seinen Militärdienst leistete er als Fähnrich zwischen dem 1. Mai 1940 und dem 27. November 1941 ab. Für ein Jahr wurde Melen nach Paris geschickt, für Forschungen über das französische Finanzministerium. Am 29. November 1943 wurde er zum Generaldirektor für Kraftfahrzeugsteuern ernannt. Am 30. Juni 1946 wurde Melen zum Generaldirektor für Einkünfte ernannt.
Bei den Wahlen zur IX. Legislaturperiode wurde er als Abgeordneter der Provinz Van in die Große Nationalversammlung der Türkei gewählt. Am 30. September 1959 wurde er pensioniert. In der XI. Legislaturperiode wurde er erneut zum Abgeordneten der Provinz Van gewählt. Bei der Verfassunggebenden Versammlung war er Gründungsmitglied der Provinz Van. In der IX. und der X. İnönü-Regierung war er Finanzminister ohne Parlamentsmandat. Zwischen dem 7. Juni 1964 und dem 14. Oktober 1979 war er Senator für die Provinz Van. 1968 verließ er die Cumhuriyet Halk Partisi (CHP) und wurde Gründungsmitglied der Güven Partisi. In der I. und II. Erim-Regierung war er zwischen dem 26. März 1971 und dem 22. Mai 1972 Verteidigungsminister. Am 22. Mai 1972 wurde er zum Ministerpräsidenten ernannt. In der IV. Demirel-Regierung wurde er am 31. März 1975 erneut Verteidigungsminister. Am 12. Juli 1980 wurde er vom Staatspräsidenten zum Senator gewählt. Diese Funktion endete am 12. September 1980 mit einem Militärputsch. Bei den Parlamentswahlen von 1983 wurde er ein letztes Mal zum Abgeordneten der Provinz Van gewählt.
Sein Grab befindet sich auf dem städtischen Friedhof Cebeci in Ankara.
Der Flughafen Vans ist nach ihm benannt.